# ロマンス・ネオラティーノ

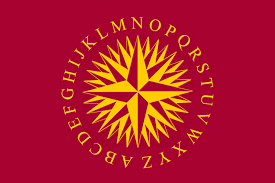
Vía Neolatina プロジェクトのロゴ

ロマンス・ネオラティーノ または単に ネオラティーノ (原語表記 : Romance neolatino) は、汎ロマンス語の一つであり、ロマンス諸語を元に文法化された言語変種である。 ロマンス語圏向けの標準語として提案され、異なるロマンス語話者間の意思疎通を可能とする地域共通人工言語である。 この言語は言語学的な興味によって開発されたものであり、政治的・国粋主義的な企図はない。
ネオラティーノは、俗ラテン語を元に各ロマンス語話者が最も自然に感じる形へと仮想的な変化を遂げたものを目指しており、各ロマンス語が共通して持っている文法的、構造的な特徴を保っている。非ロマンス語話者にとって必ずしも学習しやすいわけではないが、可能な限り相互にわかりやすいものを目指している。

## 概要
ネオラティーノは、インターリングアのような他の類似の言語プロジェクトと異なり、ロマンス語を忠実に継承した標準語として設計されている。インターリングアは国際補助語協会によって作られた人工言語の一つである。国際補助語協会の当初の目的は、既存の人工言語を評価し、それらの間の共通言語としての一つの人工言語を作ることであった。
一方、ネオラティーノはいかなる人工言語もベースにしておらず、代わりに言語科学的な方法によって作られた。ネオラティーノの主目的は世界共通語になることではなく、現代ロマンス諸語を話すさまざまな人々の間での意思疎通を助けることである (Martín Rincón, 2016) 。このためインターリングアのように工夫は凝らさず、Lamuela、Castellanos、Sumien らのような言語学者によって開発された文法理論に則って作られている。ネオラティーノの開発は基本的にすべてのロマンス語の言語体系を念頭に置いている。
当初の主目的は、汎ラテン的なコミュニケーションを円滑にし、さらには権威を与えることであり、それがプロジェクト名 « Via Neolatina » (直訳で「ラテン語の道」) の示すところであり、ラテン語およびロマンス諸語のもつ本質と伝統的規範を復活させることを目指していた。示された言語モデルは、すべてのロマンス語を代表するようなロマンス語の合成であり、新しく、かつ汎的であるが、同時に自然であり、ラテン世界を通して意思疎通を可能とするものである。また、非ロマンス語話者にとっても便利であり、ロマンス諸語への架け橋となる。
この汎ロマンス語を実現するためにいくつかの方法が使われており、それらの一部は国際補助語において体系化されたものである。1947年に André Schild は Neolatin という言語を製作した。また翌1948年にはポルトガルの言語学者 João Campos Lima が International という言語を提唱した。これは国際補助語エスペラントの置き換えを目的としたものであった。2001年には Richard Sorfleet と Josu Lavin は Interlingua Romanica という言語を、2017年には Raymund Zacharias と Thiago Sanctus が Interromanic という言語を、やはり汎ラテン的なコミュニケーションを目的として製作した。2010年には、言語学者 Clayton Cardoso の提案により Olivarianu という架空世界での使用を想定した芸術人工言語が現れた。
ネオラティーノと並行して、他のヨーロッパ諸言語におけるプロジェクトがある。そのうち最も活発なものにインタースラヴィクがある。これは2006年に Slovianski という名称で開発の始まったものが元になっている。このプロジェクトは、チェコの言語学者 Vojtěch Merunka の提唱した類似のプロジェクト New Slavic を統合した。

## 歴史

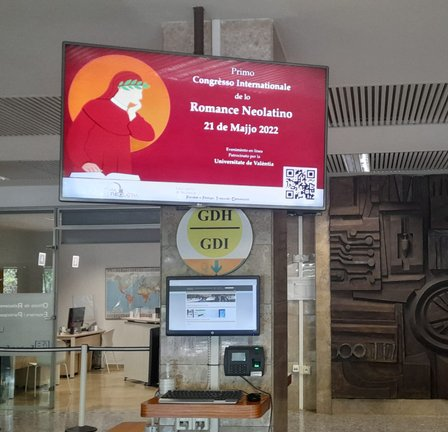
バレンシア大学で開催された第一回大会 (2022)

本言語は2006年にロマンス言語研究者の Jordi Cassany Bates によって始動し、さまざまな国々の言語研究者や教授らの集まる « Vìa Neolatina » とよばれる国際的・学際的な小さなコミュニティで開発が続けられた。
2019年に、基礎文法書 (Grammatica Essentiale Neolatina) と辞書 (Dictionario Essentiale Neolatino) が刊行された。これは2012年に発表された前身のモデルを改善したものである。
2021年1月までに、フェイスブックのネオラティーノ学習グループのフォロワーが700人に達し、Cassany による Mondo Neolatino や Martín Rincón による Lo espàzio といったブログも現れた。ネオラティーノは Global Academic Journal of Linguistics and Literature に « The Environment of Language Creation from the Perspective of European Geopolitics: A Case Study of the Rise of Pan-nationalist Zonal Constructed Languages（ヨーロッパ地政学の観点からの言語創作環境：汎民族主義者の地域人工言語の発生ケーススタディ）» という題目の記事で言及され、そこでは汎ロマンス語に加えて汎ゲルマン語、汎スラヴ語といった地域人工言語の出現について触れられていた。
2022年に、複数の言語学者のサポートにより、バレンシア大学で Vía Neolatina プロジェクトの第一回大会が開催された。

## 音声
ネオラティーノの標準的な音声は、現代ロマンス諸語にみられる共通的な音声からなっており、どのロマンス語話者にとっても学習の負担が軽くなるように配慮されている。
/ɲ/（スペイン語の ñ やフランス語の gn）や /ʎ/（イタリア語の gli）のように、すべての現代ロマンス諸語に現れない音については、/nj/ や /lj/ のように別の似た音で発音してもよい。
|          | 両唇 | 両唇 | 歯茎 | 歯茎 | 硬口蓋/ 後部歯茎 | 硬口蓋/ 後部歯茎 | 軟口蓋 | 軟口蓋 |
| -------- | ---- | ---- | ---- | ---- | ---------------- | ---------------- | ------ | ------ |
| 鼻音     |      | m    |      | n    |                  | ɲ                |        |        |
| 閉鎖音   | p    | b    | t    | d    |                  |                  | k      | ɡ      |
| 破擦音   |      |      | ts   | dz/z | tʃ               | dʒ/ʒ             |        |        |
| 摩擦音   | f    | v    | s    | dz/z | ʃ                | dʒ/ʒ             |        |        |
| 接近音   |      | w    |      |      |                  | j                |        | (w)    |
| 側音     |      |      |      | l    |                  | ʎ                |        |        |
| ふるえ音 |      |      | r    |      |                  |                  |        |        |
| はじき音 |      |      | ɾ    |      |                  |                  |        |        |

|      | 前舌 | 後舌 |
| ---- | ---- | ---- |
| 狭   | i    | u    |
| 半狭 | e    | o    |
| 半広 | ɛ    | ɔ    |
| 広   | a    |      |

## 文法

### アルファベット
ネオラティーノは26個のラテン文字を使用する。いくつかの文字（特に K, W, Y）は借用語でしか使わない。
| 文字 | 名称  | 発音                            | 文字 | 名称     | 発音        |
| ---- | ----- | ------------------------------- | ---- | -------- | ----------- |
| A a  | A     | a                               | N n  | Ènne     | n           |
| B b  | Be    | b                               | O o  | O        | o または ɔ* |
| C c  | Ce    | k (a, o, u の前) tʃ (e, i の前) | P p  | Pe       | p           |
| D d  | De    | d                               | Q q  | Cu       | k           |
| E e  | E     | e または ɛ*                     | R r  | Èrre     | ɾ または r* |
| F f  | Èffe  | f                               | S s  | Èsse     | s           |
| G g  | Ge    | ɡ (a, o, u の前) dʒ (e, i の前) | T t  | Te       | t           |
| H h  | Hacca | -                               | U u  | U        | u           |
| I i  | I     | i                               | V v  | Ve       | v           |
| J j  | Jota  | dʒ~ʒ*                           | W w  | Ve dople | w           |
| K k  | Ca    | k                               | X x  | Ics      | ks          |
| L l  | Èlle  | l                               | Y y  | I grèca  | i または j  |
| M m  | Èmme  | m                               | Z z  | Zèta     | dz~z*       |

| 文字  | 発音              | 文字  | 発音                      |
| ----- | ----------------- | ----- | ------------------------- |
| À à   | a                 | NÎ nî | ɲ                         |
| CH ch | k (e, i の前)     | Ò ò   | ɔ                         |
| CÎ cî | tʃ (a, o, u の前) | Ó ó   | o                         |
| È è   | ɛ                 | QU qu | kw*                       |
| É é   | e                 | RR rr | r                         |
| GH gh | ɡ (e, i の前)     | SÎ sî | ʃ                         |
| GÎ gî | dʒ (a, o, u の前) | TI ti | tsj (他の母音が 続くとき) |
| Í í   | i                 | TI ti | tsj (他の母音が 続くとき) |
| LÎ lî | ʎ                 | Ú ú   | u                         |

補足：
- 同じ子音字が二重に現れるとき、子音を長く発音する（長子音）。
- e, o は鋭アクセント記号があってもなくても /e/, /o/ と発音する。重アクセント記号が付された場合は /ɛ/, /ɔ/ と発音する。
- j, z は通常 /ʒ/, /z/ で発音するが、二重になると /dʒ/, /dz/ で発音する。
- 合字 qu は /kw/ の音のためにあり、"que", "qui" の形でしか現れない。このとき "u" は発音しない。
- r は二つの母音の間に現れるときは /ɾ/ で発音し、二重に現れる場合や語頭に現れる場合は /r/ で発音する。
- î は合字 cî, gî, lî, nî, sî の形でしか現れず、口蓋化を表す。

### アクセント
ネオラティーノにおいて、語のアクセントは語末から1〜3音節目のいずれかにある。どこにアクセントがあるかはアクセント記号で示す。重アクセント記号は開口音に (à, è, ò)、鋭アクセント記号は閉口音に付す (é, í, ó, ú)。
- 原則、語は a, e, i, n, o, s, t, u で終わる。基本的にアクセントは語末から2音節目にあり、この場合アクセント記号は書かない。
- 語末が a, e, i, n, o, s, t, u 以外の語はまれだが、その場合のアクセントは基本的に語末から1音節目にある。

つまり、次のようなルールになる：
- アクセントが語末から1音節目にある語は、語末が母音または n, s, t で終わるならば、アクセント記号を付す。
- アクセントが語末から2音節目にある語は、語末が n, s, t 以外の子音で終わるならば、アクセント記号を付す。
- アクセントが語末から3音節目にある語は、アクセント記号を付す。

## 語彙
ネオラティーノの語彙は主に俗ラテン語から取られている。とはいえラテン語から現代ロマンス語にかけて言葉の意味が変わっていく中で、もはやラテン語よりも各現代ロマンス語間での繋がりが密接にあるという事実を鑑み、現在広く使われている語彙も好んで採用している。それはロマンス系の語彙に限らず、その他の系統、たとえばゲルマン語派由来の語彙も含む。
いずれにしても、ネオラティーノはロマンス語との形態論的な関係性を見出しており、現代ロマンス諸語がラテン語からどのように発展してきたか（子音の口蓋化や長短の区別の消失による母音の変化など）に基づいた、規則的でありつつも自然な変化を適用している。
| ネオラティーノ | ラテン語        | ポルトガル語  | スペイン語   | カタルーニャ語 | フランス語    | イタリア語    | ルーマニア語  |
| -------------- | --------------- | ------------- | ------------ | -------------- | ------------- | ------------- | ------------- |
| vino cinque    | vīnum cīnque    | vinho cinco   | vino cinco   | vi cinc        | vin cinq      | vino cinque   | vin cinci     |
| sete secco     | sĭtim sĭccum    | sede seco     | sed seco     | set sec        | soit sec      | sete secco    | sete sec      |
| parete cresce  | parētem crēscim | parede cresce | pared crece  | paret creix    | paroi croît   | parete cresce | parete crește |
| mèle fèrro     | mĕle fĕrrum     | mel ferro     | miel hierro  | mel ferro      | miel fer      | miele ferro   | miere fier    |
| mare vacca     | mare vaccam     | mar vaca      | mar vaca     | mar vaca       | mer vache     | mare vacca    | mare vaccă    |
| nòvo còrno     | nŏvum cŏrnu     | novo corno    | nuevo cuerno | nou corn       | neuf corne    | nuovo corno   | nou corn      |
| flore tocca    | flōrem tōccat   | flor toca     | flor toca    | flor toca      | fleur touche  | flore tocca   | floare toacă  |
| jóvene bocca   | iŭvenem bŭcca   | jovem boca    | joven boca   | jove boca      | jeuvem bouche | giovane bocca | june bocă     |
| luna fuste     | lūnam fūstem    | lua fuste     | luna fuste   | lluna fust     | lune fût      | luna fusto    | lună fuște    |